# Stazione di Matera Centrale
La stazione di Matera Centrale è una fermata ferroviaria a servizio della città di Matera. Si trova sulla ferrovia Bari-Matera ed è gestita dalle Ferrovie Appulo Lucane (FAL).
Nata come stazione di superficie, è stata poi trasformata in stazione sotterranea e infine in fermata.

## Storia

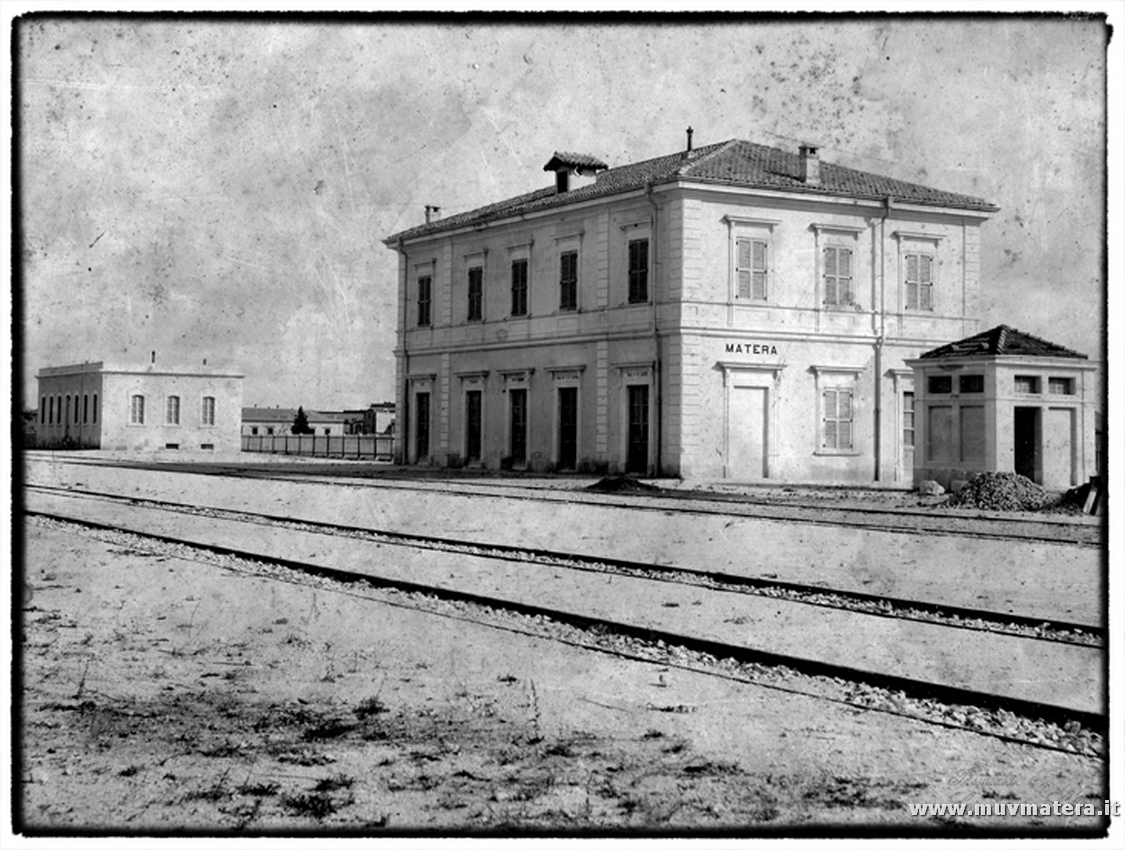
La vecchia stazione centrale di Matera, costruita nel 1915

La stazione fu inaugurata nel 1915, come capolinea meridionale della linea da Bari e Altamura. Nel 1928 fu aperta la tratta Matera-Miglionico, parte della ferrovia Bari-Montalbano Jonico, che operò tra il 1932 e il 1972.
Con il piano regolatore cittadino approvato nel 1956 si decise di sopprimere la stazione di superficie, situata nel centro cittadino, sostituendola con una stazione sotterranea. I cantieri per la realizzazione iniziarono nel 1974, terminando dodici anni dopo: la tratta di attraversamento urbano di superficie di Matera fu sostituita da un tracciato sotterraneo, con il primo treno che transitò il 16 gennaio 1986, mentre l'inaugurazione ufficiale avvenne il successivo 24 novembre.
A seguito della designazione di Matera capitale europea della cultura 2019, nel 2018 è stato presentato un progetto di riqualificazione della stazione centrale, redatto dall'architetto Stefano Boeri, da SCE Project per le strutture e da E.S.A. engineering per gli impianti. I lavori sono stati realizzati dalla Cobar di Altamura. Finanziata dalla Regione Basilicata attraverso il POR FESR (Fondo europeo di sviluppo regionale dell'Unione europea) 2014-2020 con un costo di 16 milioni di euro, la stazione è stata riqualificata ed adattata ai moderni standard tecnologici.
La stazione è stata chiusa per lavori di ammodernamento il 18 luglio 2018 e ha riaperto il 19 gennaio 2019. L'inaugurazione ufficiale è avvenuta il 13 novembre 2019 alla presenza di Stefano Boeri.
Nel luglio 2021 un treno speciale ha viaggiato da Bari a Matera Centrale, portando a destinazione i membri delegati del G20.

## Strutture e impianti

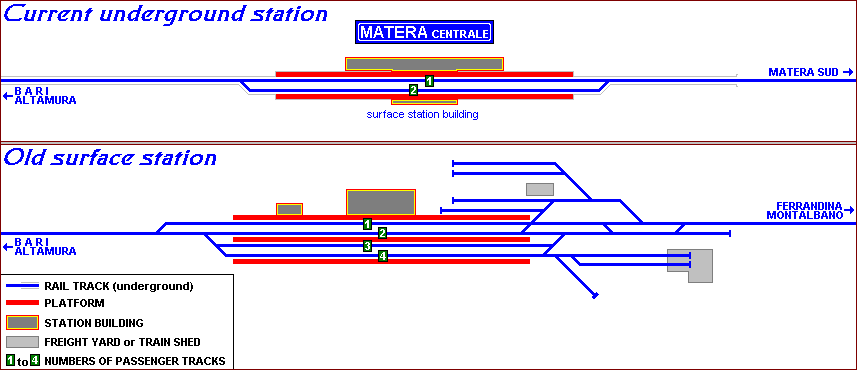
Schema della stazione: in alto lo schema della stazione sotterranea così come si presentava nel periodo 1986-2013, in basso quella vecchia

La stazione si trova nel centro della città, in piazza della Visitazione lungo via Aldo Moro, nei pressi del municipio. L'antico edificio della stazione a due piani, conservato, è adiacente a quello moderno, situato nei pressi di un parcheggio costruito sopra i binari originali. La struttura moderna è un edificio quadrato di un piano con una coppia di colonne all'ingresso. Ha un sottopassaggio pedonale che dà accesso all'unico binario, a scartamento ridotto (950 mm). La linea non è elettrificata.
Il fabbricato viaggiatori ospita la sala d'attesa, le banchine, i servizi igienici e la biglietteria.
Era dotata di due binari, quello di incrocio è stato rimosso dopo i lavori di riqualificazione.

## Movimento
La stazione è servita dai treni regionali di Ferrovie Appulo Lucane per Bari, Altamura e Matera Sud.